# William Sheridan Allen
William Sheridan Allen (Evanston, 5 de octubre de 1932 - Búfalo, 14 de marzo de 2013) fue un historiador, autor y profesor titular de historia en la Universidad Estatal de Nueva York en Búfalo. A lo largo de su carrera se especializó en la historia contemporánea alemana. Es autor de varios libros sobre el auge de los nazis y su ascenso al poder, incluido su libro más conocido La toma del poder por los nazis: la experiencia de una pequeña ciudad alemana, 1922-1945.

## Biografía

### Infancia y juventud
William Sheridan Allen nació el 5 de octubre de 1932 en Evanston, estado de Illinois (Estados Unidos); cuando era pequeño asistió a la Academia Loyola y, después de graduarse de la academia, asistió a la Universidad de Míchigan, donde recibió una licenciatura en Historia con especialización en Ciencias Políticas. Recibió su maestría en la Universidad de Connecticut y su doctorado de la Universidad de Minnesota con especialización en: Antigua Grecia, Europa Medieval, Europa Central: Siglo XX, Alemania desde 1648 y Relaciones Internacionales.
En 1953, viajó a Alemania Occidental como estudiante de intercambio, donde conoció de primera mano las consecuencias de la Segunda Guerra Mundial en Alemania lo que le influyó decisivamente para que se especializara en estudios alemanes contemporáneos.

### Carrera académica
A lo largo de su extensa carrera académica ha sido profesor titular de historia en seis universidades diferentes, tanto estadounidenses como de otros países, incluido el Instituto de Tecnología de Massachusetts, la Universidad de Misuri, la Universidad Libre de Berlín, la Universidad de Míchigan, la Universidad Estatal de Wayne y finalmente la Universidad Estatal de Nueva York en Búfalo, donde fue nombrado profesor emérito en 1970 y donde ha desarrollado la mayor parte de su carrera académica.
Durante su carrera en la Universidad de Búfalo (UB), se desempeñó como director del departamento de historia entre 1987 y 1990, presidente del Capítulo del Centro de Buffalo de United University Professions, presidente del Grupo de Graduados de Estudios Alemanes Moderno y presidente del comité de la biblioteca de la Universidad de Buffalo de 1971 a 1973. Permaneció en la UB, durante más de 30 años hasta 2001, en que se jubiló.
Allen es autor de veinte libros en alemán e inglés, incluido su libro más conocido The Nazi Seizure of Power: The Experience of a Single German Town, 1930-1935, que se utiliza en las aulas de varias universidades de los Estados Unidos y se ha traducido a más de diez idiomas diferentes, además ha escrito más de cincuenta artículos académicos y apareció en la televisión nacional en la serie: «Europa, el poderoso continente: algunas perspectivas americanas». Además de su trabajo académico, Allen fue políticamente muy activo durante toda su vida; entre otras cosas, participó en campañas por el desarme nuclear y contra la Guerra de Vietnam. En 1972 apoyó la candidatura de George McGovern a la presidencia de los Estados Unidos.
Su primer libro y el que a la postre a resultado su libro más conocido: The Nazi Seizure of Power. The Experience of a Single German Town, 1930-1935. Fue publicado originariamente en 1965, y desde entonces se ha reeditado en diez ocasiones entre 1965 y 2006, ha sido traducido a varios idiomas (entre ellos el español). En términos de contenido, el libro trata del ejemplo de la pequeña ciudad de Northeim en el estado de Baja Sajonia —en el libro bajo el seudónimo de "Thalburg"— del desarrollo político de una pequeña ciudad alemana durante los últimos años de la República de Weimar y los primeros años del Tercer Reich. Intenta encontrar una respuesta a la pregunta de cómo una democracia civilizada pudo convertirse en una ideología totalitaria tan sangrienta y destructiva como la nazi. Una segunda edición ampliada fue publicada en 1984.
Murió el 14 de marzo de 2013 a los 80 años de edad, en su residencia en Búfalo después de una larga enfermedad.

## Premios
- 1979: National Endowment for the Humanities Summer Research Fellowships;
- 1976: Premio del Canciller de SUNY a la excelencia en la enseñanza;
- 1965-1966: Recibió una beca de la Fundación Alexander von Humboldt para un año de investigación en Alemania Occidental.[1]

## Publicaciones

### En inglés
- Allen, William Sheridan (1965). The Nazi seizure of power: the experience of a single German town, 1930-1935 (en inglés). Chicago, Estados Unidos: Quadrangle Books. ISBN 0-531-06326-7. OCLC 405558.
- Allen, William Sheridan; Mazal Holocaust Collection (1976). The infancy of Nazism: the memoirs of ex-Gauleiter Albert Krebs, 1923-1933 (en inglés). New Viewpoints. ISBN 0-531-05376-8. OCLC 1659628.
- Allen, William Sheridan (1968). Vox Graeca : a guide to the pronunciation of classical Greek (en inglés). Cambridge University Press. ISBN 0-521-33367-9. OCLC 557548557.

### En español
- Sheridan Allen, William (2009). La toma del poder por los nazis: la experiencia de una pequeña ciudad alemana, 1922-1945 (1.ª edición). Ediciones B. ISBN 978-84-666-3942-2. OCLC 642461625.